# Lijst van ministers van Sociale Aangelegenheden en Gezondheid van de Duitstalige Gemeenschap
Dit is een lijst van ministers van Sociale Aangelegenheden en Gezondheid in de regering van de Duitstalige Gemeenschap.

## Lijst
| Nr. | Minister | Minister                   | Partij | Partij | Begin            | Einde            | Regering(en)                | Bevoegdheid |
| --- | -------- | -------------------------- | ------ | ------ | ---------------- | ---------------- | --------------------------- | --- |
| 1   |          | Joseph Maraite (1949-2021) |        | CSP    | 30 januari 1984  | 11 november 1986 | Fagnoul                     | Volksgezondheid en Gezin |
| 2   |          | Mathieu Grosch (1950)      |        | CSP    | 11 november 1986 | 13 november 1990 | Maraite I                   | Sociale Aangelegenheden |
| (1) |          | Joseph Maraite (1949-2021) |        | CSP    | 13 november 1990 | 6 juli 1999      | Maraite II, III             | Volksgezondheid en Gezin/ Senioren (vanaf 19 januari 1994)                                                                                             |
| 3   |          | Karl-Heinz Lambertz (1952) |        | SP     | 13 november 1990 | 6 juli 2004      | Maraite II, III, Lambertz I | Gehandicaptenbeleid en Welzijn (tot 13 juni 1995)/Sociale Aangelegenheden (van 13 juni 1995 tot 14 juli 1999)/Gehandicaptenbeleid (vanaf 14 juli 1999) |
| 4   |          | Hans Niessen (1950)        |        | Ecolo  | 6 juli 1999      | 6 juli 2004      | Lambertz I                  | Sociale Zaken |
| 5   |          | Bernd Gentges (1943)       |        | PFF    | 6 juli 2004      | 30 juni 2009     | Lambertz II                 | Sociale Zaken |
| 6   |          | Harald Mollers (1977)      |        | ProDG  | 30 juni 2009     | 26 juni 2014     | Lambertz III                | Sociaal Beleid |
| 7   |          | Antonios Antoniadis (1985) |        | SP     | 26 juni 2014     | 1 juli 2024      | Paasch I, II                | Gezin, Gezondheid en Sociale Aangelegenheden (tot 17 juni 2019)/Gezondheid en Sociale Aangelegenheden (vanaf 17 juni 2019)                             |
| 8   |          | Lydia Klinkenberg (1981)   |        | ProDG  | 1 juli 2024      | heden            | Paasch III                  | Gezondheid en Sociale Aangelegenheden |